# Калькер, Фридрих ван
Фридрих ван Калькер (нем. Friedrich van Calker; 4 июля 1790, Нойдитендорф, — 5 января 1870, Бонн) — профессор философии в Берлине и Бонне. В 1818 году приглашен на должность экстраординарного профессора в только что основанный Боннский университет, в 1826 году становится ординарным профессором. В 1847/48 г. он был ректором университета.
Примыкая к Фризу, он определял философию как научное самопознание человеческого духа или как теорию разума. Его главные сочинения: «Urgesetzlehre des Wahren, Guten und Schönen; Darstellung der sogen. Metaphysik» (Berlin 1820); Denklehre (Bonn 1822).